# La Frette-sur-Seine
 La Frette-sur-Seine  es una población y comuna francesa, en la región de Isla de Francia, departamento de Valle del Oise, en el distrito de Argenteuil y cantón de Herblay.

## Demografía
| 2840 | 3573 | 3681 | 3829 | 4126 | 4378 |
| Para los censos de 1962 a 1999 la población legal corresponde a la población sin duplicidades (Fuente: INSEE [Consultar]) |      |      |      |      |      |